# ماسافومي تيرادا
ماسافومي تيرادا (باليابانية: 寺田 匡史) (10 يناير 1994 في ناغاساكي في اليابان – )؛ هو لاعب كرة قدم ياباني سابق كان يلعب كمدافع.

## وصلات خارجية
- ماسافومي تيرادا على موقع رابطة كرة القدم اليابانية للمحترفين (اليابانية)
- ماسافومي تيرادا على موقع عالم كرة القدم.نت (الإنجليزية)